# Kimitoön
Kimitoön (in finlandese Kemiönsaari) è un comune e un'isola finlandese di 6549 abitanti, situato nella regione del Varsinais-Suomi, a meno di 40 km a sud dalla città di Turku.
Il comune è a maggioranza di lingua svedese. È stata fondata nel 2009 come unione dei comuni di Kimito, Dragsfjärd e Västanfjärd.

## Società

### Lingue e dialetti
Le lingue ufficiali di Kimitoön sono lo svedese ed il finlandese, e 2,0% parlano altre lingue.
| %     | Ripartizione linguistica (gruppi principali) |
| ----- | -------------------------------------------- |
| 70,4% | madrelingua svedese                          |
| 27,6% | madrelingua finlandese                       |